# Nevada (Iowa)
Nevada és una població dels Estats Units a l'estat d'Iowa. Segons el cens del 2000 tenia 6.658 habitants.

## Demografia
Segons el cens del 2000, Nevada tenia 6.358 habitants, 2.716 habitatges, i 1.787 famílies. La densitat de població era de 615 habitants/km².
Dels 2.716 habitatges en un 33,07% hi vivien nens de menys de 18 anys, en un 53,5% hi vivien parelles casades, en un 9,2% dones solteres, i en un 34,2% no eren unitats familiars. En el 28,1% dels habitatges hi vivien persones soles l'11,5% de les quals corresponia a persones de 65 anys o més que vivien soles. El nombre mitjà de persones vivint en cada habitatge era de 2,38 i el nombre mitjà de persones que vivien en cada família era de 2,92.
Per edats la població es repartia de la següent manera: un 24,9% tenia menys de 18 anys, un 9,8% entre 18 i 24, un 30,8% entre 25 i 44, un 20,3% de 45 a 60 i un 14,2% 65 anys o més.
L'edat mediana era de 35 anys. Per cada 100 dones de 18 o més anys hi havia 91,5 homes.
La renda mediana per habitatge era de 42.527 $ i la renda mediana per família de 48.700 $. Els homes tenien una renda mediana de 32.635 $ mentre que les dones 24.680 $. La renda per capita de la població era de 20.392 $. Entorn del 3,9% de les famílies i el 5,6% de la població estaven per davall del llindar de pobresa.

## Poblacions més properes
El següent diagrama mostra les poblacions més properes.